# 零～真紅之蝶～
《零～真紅之蝶～》是款由光荣特库摩開發任天堂發行的Wii平台恐怖生存游戏，遊戲於2012年6月28日發行。本作是2003年作品《零～红蝶～》的重製版。

## 情節
本作的舞台是從地圖上消失的「皆神村（みなかみむら）」，玩家將操控天倉澪（あまくら みお），與雙胞胎姊姊天倉繭（あまくら まゆ）一起逃離村子，在探索的過程，他們發現了村莊曾舉行過以雙胞胎為祭品的悽慘儀式。

## 玩法
與《零～月蚀的假面～》相同，遊戲採用第三人稱視角，遊戲畫面始終位在玩家操作角色的身後，透過Wii遙控器來操作遊戲人物的手電筒來探險。
道具「射影機」是玩家唯一的攻擊道具。
本作增加了「鬼屋模式（お化け屋敷モード）」，玩家可以得知目前的害怕程度，最多支援雙人遊玩。

## 開發
《零～真紅之蝶～》最早於2010年9月公布，當時代號為《零 新作（仮称）》。遊戲中出現的角色與《零～红蝶～》相同，但因應任天堂的要求，主角天倉澪與天倉繭的外表成熟許多。遊戲除了日語配音，歐洲發布的版本還收錄了英國英語配音。
菊地啓介擔任本作的製作人，柴田诚擔任總監。主題曲的作詞作曲皆由天野月子負責，除了原先的〈蝶〉，本次還增加了。

## 發行
任天堂在2012年2月22日的任天堂直面会上宣布《零～真紅之蝶～》將在日本時間2012年6月28日開始販售，而在日本發售消息公布之後，有媒體注意到澳大利亞分級委員會將遊戲分類到在地發售，5月14日，澳洲任天堂宣布遊戲將於2012年6月28日發售。歐洲於6月29日發售。

## 評價
| 汇总媒体   | 得分  |
| ---------- | ----- |
| Metacritic | 77/10 |

| 媒体           | 得分   |
| -------------- | ------ |
| Eurogamer      | 7/10   |
| GameSpot       | 8.5/10 |
| IGN            | 8.5/10 |
| 官方任天堂杂志 | 72/100 |
| Fami通         | 34/40  |

《零～真紅之蝶～》普遍受到遊戲媒體的好評，基於32家媒體評分在Metacritic上面獲得77/100分。英國遊戲雜誌《Nintendo Gamer》將遊戲評選為「Wii平台上最恐怖的遊戲」。
法米通稱讚遊戲的鬼屋模式讓人感覺來到遊樂園一樣。
遊戲的英國英語配音遭到媒體及玩家的批評，Johnny Minkley表示與其他第一方遊戲相比他是「不可原諒的糟糕」，《官方任天堂杂志》的克里斯·斯卡利恩（Chris Scullion）則對於遊戲沒有採用日語配音感到可惜，且英語與遊戲環境的搭配不合甚至是尷尬。

### 銷售
遊戲在日本首周共賣出了25,280份。而在英國，根據英國互動娛樂表示《真紅之蝶》是當周所有Wii平台遊戲的銷售成績第九名。